# Methylbenzylalkohole
| Gefahrensymbol | Gefahrensymbol |

| keine GHS-Piktogramme |

| Gefahrensymbol |

Die Methylbenzylalkohole bilden in der Chemie eine Stoffgruppe, die sich sowohl vom Benzylalkohol als auch vom Toluol ableitet. Die Struktur besteht aus einem Benzolring mit angefügter Hydroxymethyl- (–CH2OH) und Methylgruppe (–CH3) als Substituenten. Durch deren unterschiedliche Anordnung ergeben sich drei Konstitutionsisomere mit der Summenformel C8H10O. Analog zu den Methylbenzaldehyden (Tolualdehyde) und Methylbenzoesäuren (Toluylsäuren) werden gelegentlich ähnliche Trivialnamen wie Tolylalkohol, Toluylalkohol, Tolylcarbinol und Toluylcarbinol verwendet.